# Wise Man Chant
Wise Man Chant – dziesiąty album studyjny Anthony’ego B, jamajskiego wykonawcy muzyki reggae i dancehall.
Płyta została wydana 5 marca 2004 roku przez jamajską wytwórnię Black Scorpio Records. Nagrania zostały zarejestrowane w Black Scorpio Studio w Kingston. Ich produkcją zajął się Jack Scorpio.

## Lista utworów
1. "Fire Man"
2. "Oh My Lord"
3. "War"
4. "Real Ting"
5. "Nobody Child"
6. "Blow Dem"
7. "Chant A Psalm" feat. Yellowman
8. "Caan Say"
9. "Grandma Grandpa"
10. "Shouldn't Do That"
11. "Out of My Mind" feat. Sanchez
12. "Warn & Teach"
13. "Haffi Mek A Move"
14. "Ragga Move"
15. "Stand Up & Tell"

## Twórcy

### Muzycy
- Anthony B – wokal
- Sanchez – wokal (gościnnie)
- Yellowman – wokal (gościnnie)
- Michael Riley – gitara
- Dwight "Brother Dee" Pinkney – gitara
- Leroy "Mafia" Heywood – gitara basowa
- Daniel "Axeman" Thompson – gitara basowa
- Robbie Shakespeare – gitara basowa
- Sly Dunbar – perkusja
- Noel "Skully" Simms – perkusja
- David "Fluxy" Heywood – perkusja
- Cleveland "Clevie" Browne – perkusja
- Herman "Bongo Herman" Davis – perkusja
- Wycliffe "Steely" Johnson – instrumenty klawiszowe
- Glen DaCosta – saksofon
- Dean Fraser – saksofon
- David Madden – trąbka